# مایباخ زپلین
مایباخ زپلین (Maybach Zeppelin) خودرویی است که در سال‌های ۱۹۲۸ تا ۱۹۳۴در اشتوتگارت و آلمان تولید شده‌است.
این خودرو در کلاس خودرو سایز بزرگ قرار گرفته، طراحی آن خودروهای موتور جلو-محور عقب بوده است.

## نگارخانه

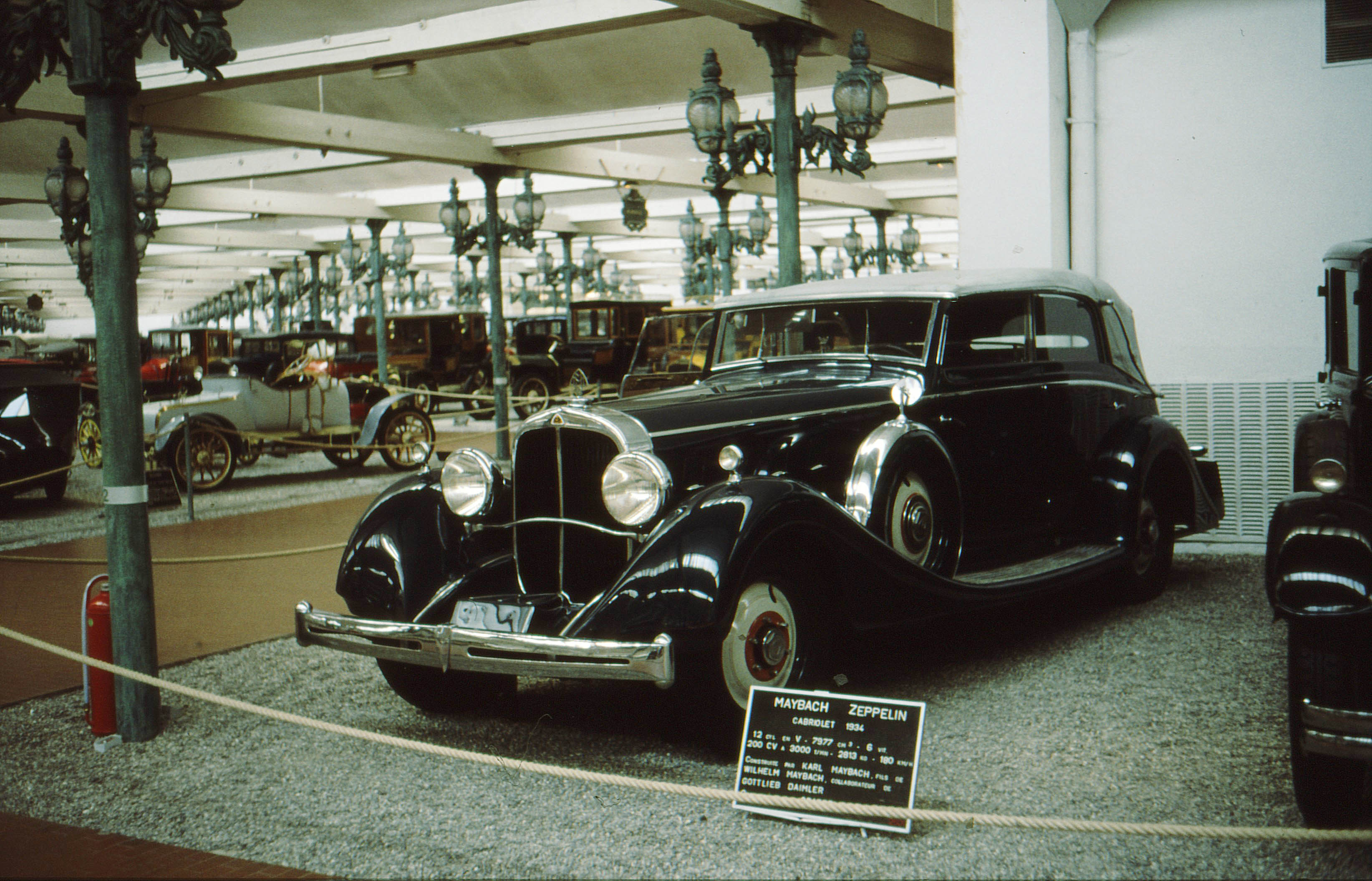
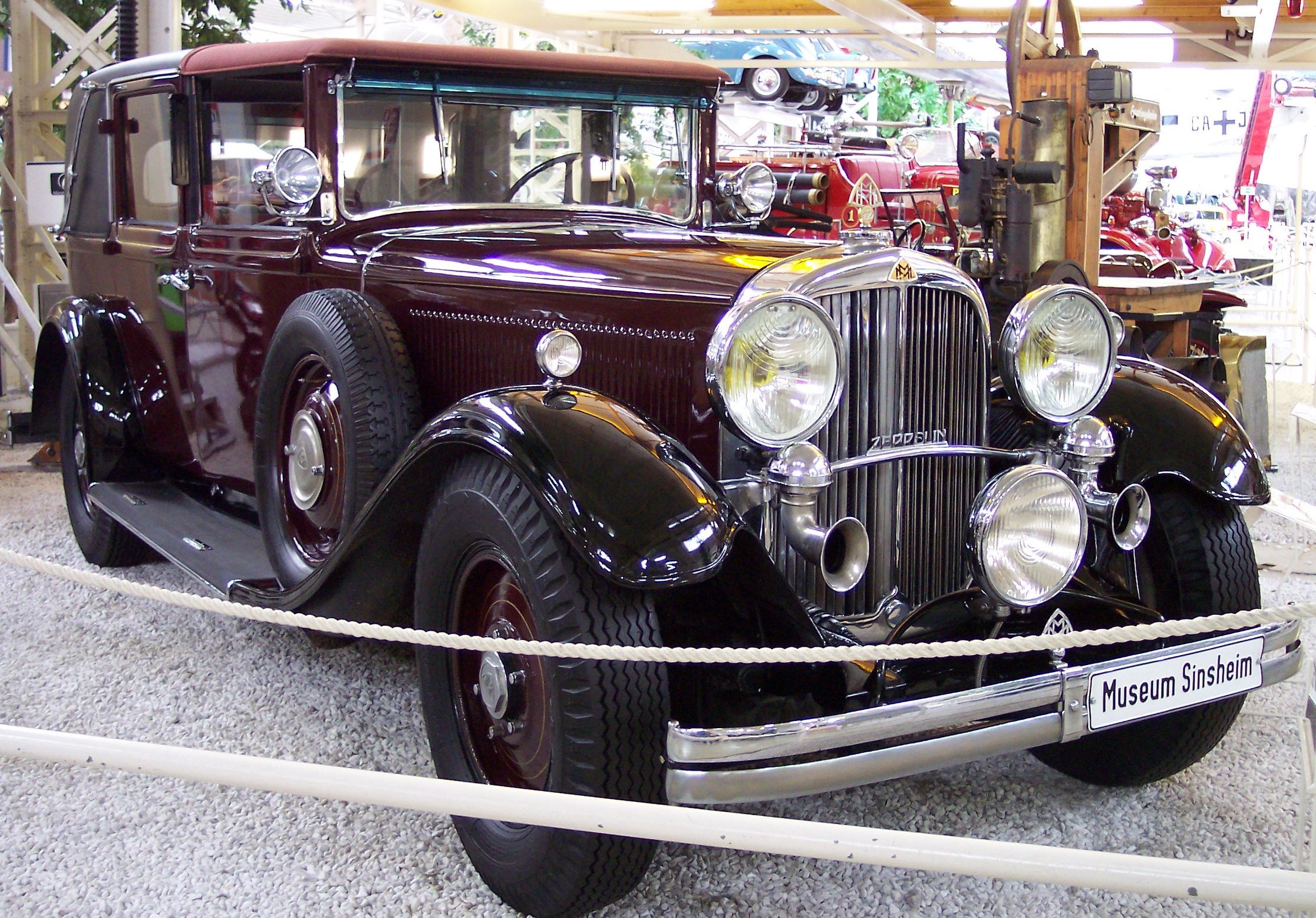
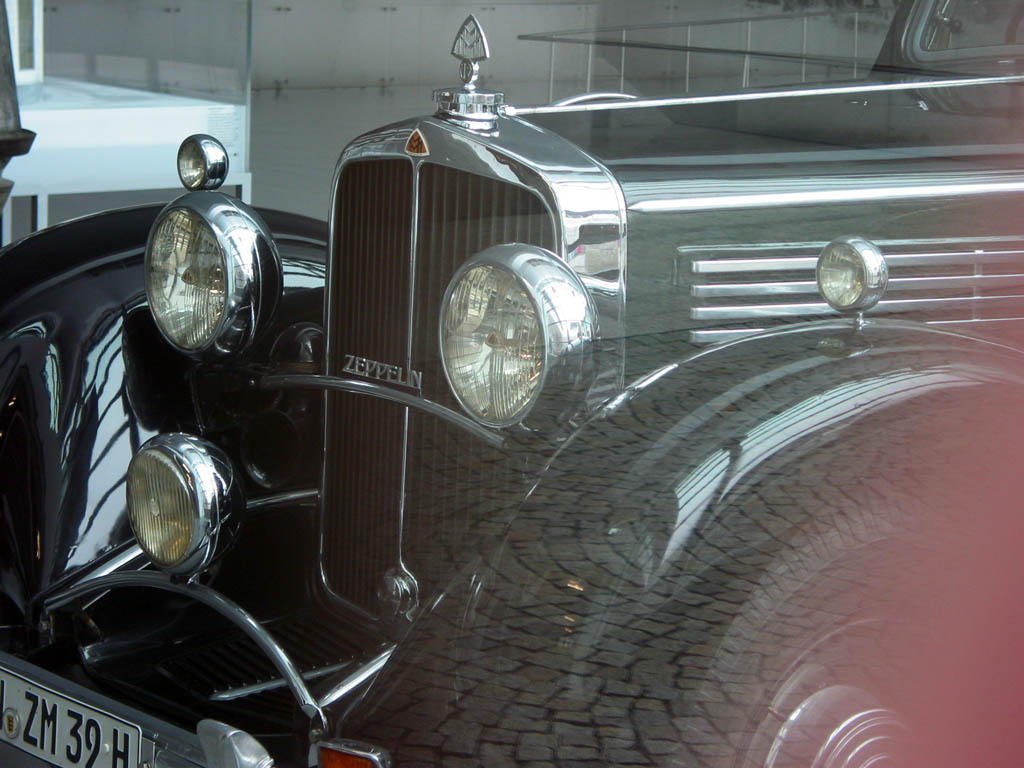
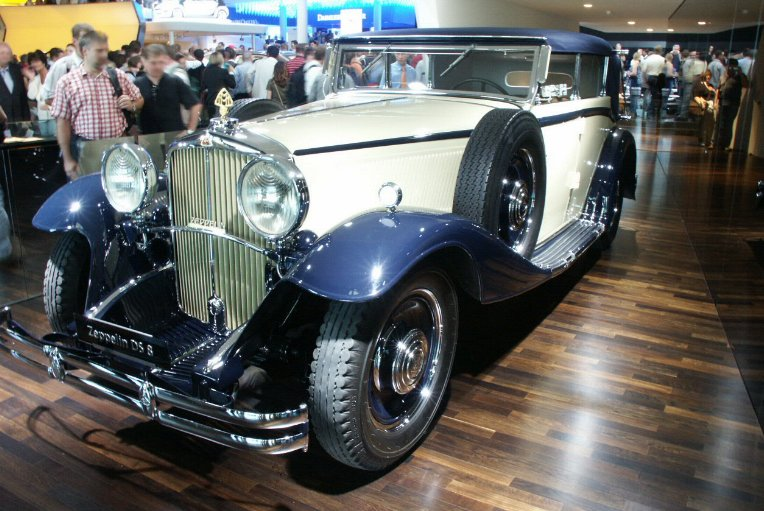